# Il diavolo perde l'appetito
Il diavolo perde l'appetito (Bill of Hare) è un film del 1962 diretto da Robert McKimson. È un cortometraggio animato della serie Merrie Melodies, prodotto dalla Warner Bros. e uscito negli Stati Uniti il 9 giugno 1962. Dal 1997 viene distribuito col titolo Spiedino alla dinamite.

## Trama
Tre marinai scaricano da una nave di spedizioni scientifiche una cassa contenente il Diavolo della Tasmania. La bestia tuttavia riesce a liberarsi, causando l'affondamento della nave. Giunto in un bosco nelle vicinanze, Taz si imbatte in Bugs Bunny intento a cucinare. Il coniglio, dopo aver ingannato Taz diverse volte, lo intrappola nella pentola e la spara con un cannone. Più tardi Bugs si mette ad arrostire delle carote, ma viene raggiunto da Taz, che lo lega e inizia ad arrostirlo. Bugs lo esorta a girare la manovella più velocemente, finché il Diavolo si mette a ruotare quella del motore di un camion e ne viene investito.
Taz cerca poi di preparare un "sandwich di coniglio", ma Bugs gli spiega che l'alimento naturale dei diavoli della Tasmania è l'alce. Bugs quindi, con la scusa di mostrare a Taz come acchiappare un alce, lo conduce presso un tunnel ferroviario, dove il Diavolo viene investito da due treni e da un alce. Successivamente Bugs fa sedere Taz e, travestito da cameriere, gli dà uno spiedino composto da candelotti di dinamite accesi. Taz lo mangia e la dinamite esplode nella sua pancia, allontanando il Diavolo, che tuttavia poco dopo ritorna. Bugs tuttavia, con un inganno, riesce a condurlo allo zoo. Più tardi, mentre Taz è chiuso in una gabbia dello zoo, Bugs gli chiede cosa vuole da mangiare, affermando che tutto è preparato sotto la sua supervisione. Sentendo ciò, la bestia mostra inorridita un cartello con scritto "Per favore non date cibo agli animali". Bugs afferma che non avrebbe mai immaginato che Taz perdesse l'appetito.

## Distribuzione

### Edizione italiana
Il corto fu doppiato dalla Mops Film nel 1979 per la trasmissione televisiva. Nel 1997, per l'uscita in VHS, fu eseguito un nuovo doppiaggio dalla Angriservices Edizioni.

### Edizioni home video

#### VHS
- Le stelle di Space Jam: Taz (marzo 1997)
- Taz alla riscossa (22 maggio 2002)